# 野東西
《野東西》（英語：Wild Things）是一部美國電影，约翰·麦诺顿導演，丹妮絲·理查茲、妮芙·坎貝爾、凱文·貝肯與麥特·狄倫主演的懸疑驚悚片，在1998年上映。

## 劇情
美國佛羅里達州藍灣的一所高中，一名英俊瀟灑的輔導老師蘭巴多（麥特·狄倫飾），因為受不了美女學生凱莉（丹妮絲·理查茲飾）的誘惑，發生了一夜風流，卻遭到凱莉指控性侵；凱莉的母親珊卓大怒，因為珊卓也和蘭巴多有一段情。珊卓是學校家長會的重要幹部，於是打電話關說校方，將蘭巴多撤職查辦。不久，又有一名女學生蘇西（妮芙·坎貝爾飾）到警局雷伊警官（凱文·貝肯飾）處控告蘭巴多性侵，蘭巴多因為這兩個案子遭到起訴。
珊卓聘請了知名大律師，在庭上把蘭巴多說得十惡不赦，而蘭巴多聘用的廉價律師波登，卻眼睜睜看著自己當事人陷入泥淖。但是波登原來不是等閒之輩，突然奮起詰問之下，蘇西承認自己與凱莉因為想要報復，才合謀誣告蘭巴多，當場敗訴，珊卓只好賠償蘭巴多850萬美元，蘭巴多也官復原職，繼續任教。
法院判決的當晚，蘭巴多、凱莉與蘇西居然就在一起慶祝！原來他們互相並非敵手，而是三人一起設了一個局，演出一場「法中情」，凱莉的祖父遺留給她一筆信託基金。但基金監管權卻掌握在凱莉母親手裡，這一連串操作都是為了解除凱莉母親的基金監管權，而讓凱莉能直接動用那筆遺產。不久，蘇西失蹤，沙灘上找到她的血跡以及牙齒，雷伊知道是蘭巴多幹的好事，於是去保護凱莉，卻意外擊斃了凱莉，雷伊因為是正當防衛免於這牢獄之災，但也因此被免職。
鏡頭轉到蘭巴多，他回房後居然與雷伊碰面，原來他們才是一夥的，透過計中計剷除自己身邊的兩個女孩。兩位男人獲得鉅款後搭乘小遊艇去度假，途中蘭巴多貪念一起，故意使船打滑想讓雷伊跌進海裡淹死，但大難不死的雷伊翻回船上後與蘭巴多決一死戰，在即將反殺時卻突然遭到魚叉射進海裡淹死，原來是之前被認定死去的蘇西，她只是讓蘭巴多拔下牙齒製造自己假死而已，為的就是騙過當時還在用調查來當作演戲的雷伊，兩人在送走電燈泡後決定在船上喝酒慶祝，但蘭巴多喝下酒後卻被下毒，蘇西露出燦爛的笑容後把蘭巴多也殺死了。
最終這蘭巴多苦心設計得到的這850萬美元，進入了蘇西這位已死之人的口袋裡，影片最後蘇西靠著偽裝看著報紙在等人，而出現在他面前的男人竟然是蘭巴多聘起的廉價律師波登。

## 外部連結
- 互联网电影数据库（IMDb）上《Wild Things》的资料（英文）
- AllMovie上《Wild Things》的资料（英文）
- Box Office Mojo上《Wild Things》的資料（英文）
- 爛番茄上《Wild Things》的資料（英文）
- Metacritic上《Wild Things》的資料（英文）

1. ↑  . British Board of Film Classification.   [January 30, 2018]. （原始内容存档于2019-07-08）.
2. ↑  . The Numbers.   [2022-01-18]. （原始内容存档于2022-01-18）.
3. ↑  Klady, Leonard. . Variety. January 25, 1999: 36.